# 1 миля до тебя
«1 миля до тебя» — американский мелодраматический фильм режиссёра Лейфа Тильдена по роману Джереми Джексона «Life at These Speeds». В главных ролях Грэм Роджерс и Стефани Скотт.

## Сюжет
Кевин — обычный старшеклассник, отправившийся на соревнования на школьном автобусе со своими друзьями в соседний городок. Все веселятся, шутят и играют, но тренер чем-то не доволен. Ему не нравится, что дочь общается с нашим героем. Ему очевидно, что ребята, обсуждающие, куда поступать после школы, влюблены друг в друга. Попытка рассадить парочку по разным местам приводит к ссоре и Кевин решает пересесть в машину родителей, ехавших следом. Кто же знал, что этот момент будет поворотным в его жизни. Автобус, ехавший с ребятами попадает в автокатастрофу, в которой не выжил никто.
Для маленького городка, в котором все друг друга знают, такая трагедия становится настоящим ударом. А для единственного выжившего в этой катастрофе — ещё и испытанием. Мало того, что в аварии он потерял близких друзей и любимую девушку, так ещё и все вокруг относятся к нему так, словно это он во всём виноват. Чтобы хоть как-то залечить душевные раны, Кевин с головой уходит в бег на длинные дистанции. Ему попадается замечательный тренер, который делает из парнишки знаменитого спортсмена.

## В ролях
| Актёры         | Персонажи    |
| -------------- | ------------ |
| Мелани Лински  | тренер Роуэн |
| Тим Рот        |              |
| Билли Крудап   | тренер       |
| Питер Койот    |              |
| Лиана Либерато | Хенни        |
| Грэм Роджерс   | Кевин        |
| Стефани Скотт  | Элли         |
| Томас Кокорел  |              |
| Юл Васкес      | мистер Серкл |